# Château d'Aillas
Les vestiges du château d'Aillas sont situés sur la commune d'Aillas, dans le département de la Gironde, en France.

## Localisation
Ces ruines se trouvent au début du plateau qui surplombe le village au nord, le long de la route départementale D9 qui mène à La Réole et à l'embranchement de la route dite des Péricots qui part vers l'ouest, et plus précisément en un lieu-dit dénommé La Ville.

## Historique
Selon Patrice-John O'Reilly, abbé de Saint-Côme, l'antique ville d'Aillas et son château, construits par le wisigoth Waillas, furent détruits par les Normands au IXe siècle. Reconstruit, le château devint la propriété de la famille d'Albret et une de leurs résidences. En 1607, Henri IV échangea son duché d'Albret contre la principauté de Sedan du duc de Bouillon, frère de Turenne et protestant. Le château, qui avait déjà souffert au cours des affrontements de la Ligue (1585-1595), fut grandement démoli au cours de la Fronde (1650–1653), le duc de Bouillon ayant participé à la rébellion bordelaise. L'enceinte du château fut démolie de façon quasi-définitive en 1793.

Il ne reste aujourd'hui qu'un pan de mur isolé. Ces vestiges sont classés au titre des monuments historiques par arrêté du 12 juillet 1886.

## Notes et références

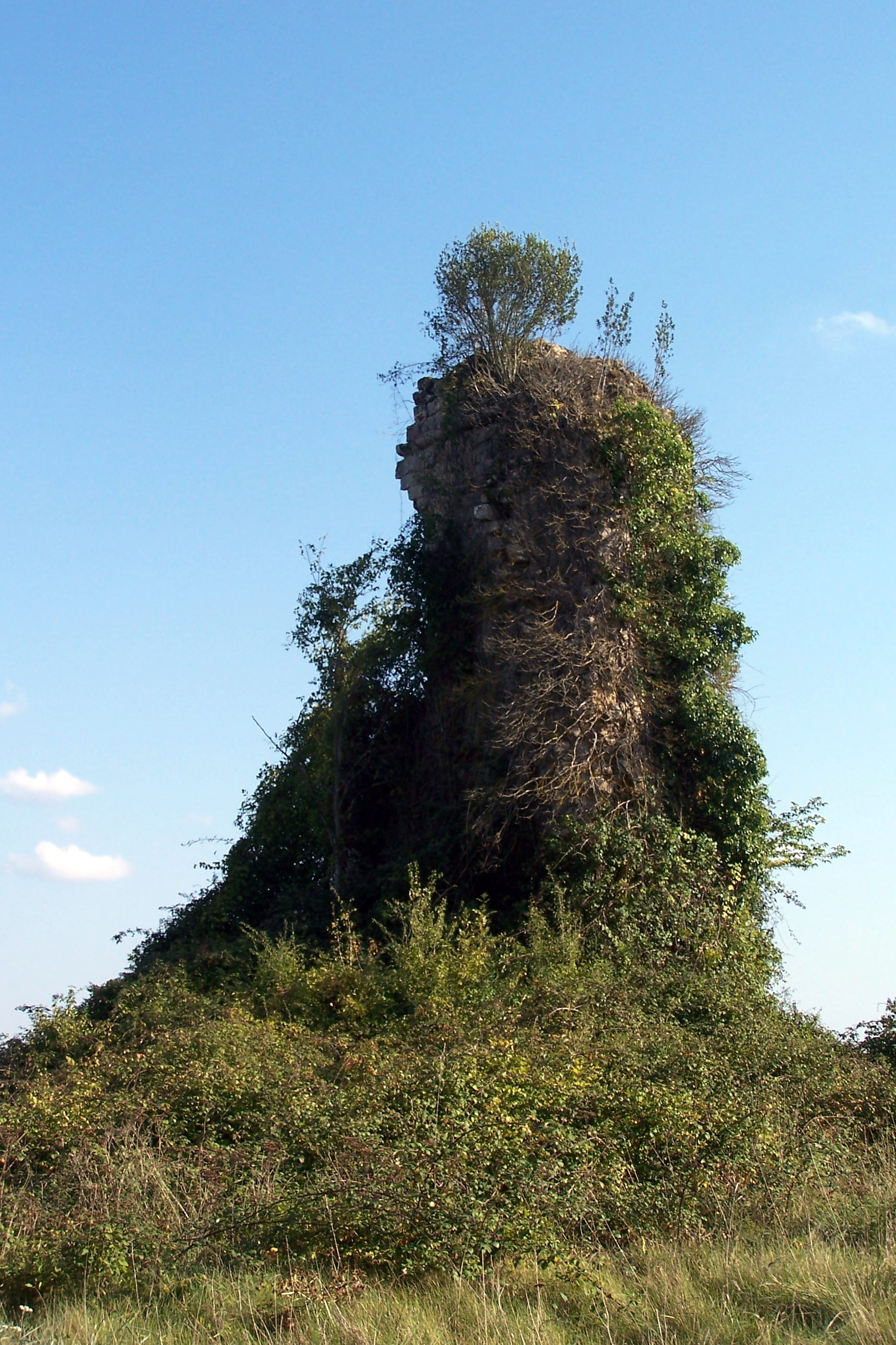
Autre vue (sept. 2011)